# Anders Johan Lexell
Anders Johan Lexell (Turku, 24 dicembre 1740 – San Pietroburgo, 11 dicembre 1784) è stato un astronomo e matematico russo di origine finlandese e di lingua svedese.
In Russia è noto anche come Andrej Ivanovič Leksel’ (Андрей Иванович Лексель).

## Biografia
Nacque nella città svedese di Åbo, l'odierna Turku in Finlandia, dove frequentò l'università (l'allora Academia Regia Aboensis) e si laureò nel 1760. Tre anni dopo si trasferì alla Scuola Navale di Uppsala, dove dal 1766 insegnò matematica. Emigrò in Russia nel 1768, inviato da Caterina I a lavorare presso l'Accademia russa delle scienze, a San Pietroburgo.
Presso l'Accademia collaborò con Eulero e nel 1771 ricevette l'incarico di professore di astronomia. Nonostante i numerosi tentativi del governo svedese di convincerlo a tornare ad insegnare presso l'università di Åbo, Lexell preferì rimanere a San Pietroburgo. Al ritorno da un viaggio all'estero di due anni (nei principali centri di studio della matematica in Francia, Germania ed Inghilterra) e dopo la morte di Eulero, nel 1783 Lexell fu incaricato di succedere al grande scienziato nell'insegnamento della matematica.
Morì l'anno seguente.

## Attività scientifica

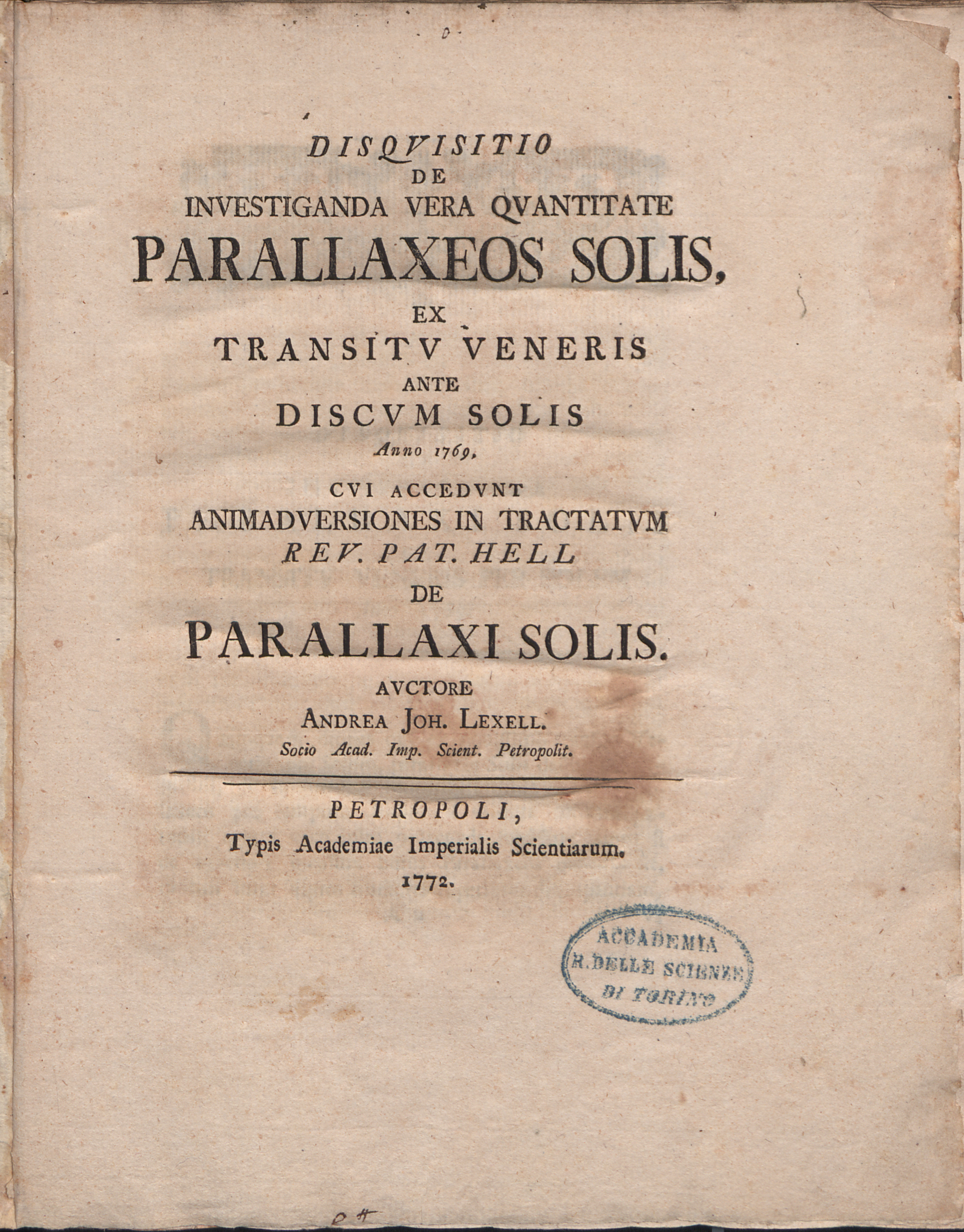
Disquisitio de investiganda vera quantitate

Negli anni a San Pietroburgo sviluppò alcune idee proposte da Eulero. Ad esempio, Eulero ne riconobbe l'aiuto nella pubblicazione Theoria motuum lunae, nova methodo pertractata.
Lexell si interessò al moto delle comete. Calcolò l'orbita della cometa periodica D/1770 L1, che porta il suo nome nonostante fosse stata scoperta da Charles Messier. La Cometa Lexell è stata perduta dopo un incontro ravvicinato con Giove, correttamente predetto da Lexell.
Lexell fu inoltre il primo a calcolare l'orbita di Urano subito dopo la sua scoperta (1781) e ne dedusse che si trattava di un pianeta piuttosto che di una cometa. Determinò inoltre perturbazioni nell'orbita di Urano ed interpretò che derivassero dall'azione di un altro pianeta che ancora non era stato scoperto. La posizione di Nettuno sarà calcolata solo nel 1846 da Urbain Le Verrier.

## Onorificenze
L'asteroide 2004 Lexell ed il cratere Lexell sulla Luna sono così nominati in suo onore.